# Persone di nome César/Calciatori
| Questa pagina contiene informazioni ricavate automaticamente dalle voci biografiche con l'ausilio del template Bio e di un bot. L'aggiornamento è periodico e automatico e ricostruisce completamente la pagina. Se manca una persona in questa lista, sei pregato di non aggiungerla, ma accertati piuttosto che la sua voce biografica contenga il template Bio e che i dati anagrafici siano correttamente compilati. Se il template Bio manca, inseriscilo tu stesso o, in alternativa, metti l'avviso {{tmp\|Bio}} che ne segnala la mancanza. Se i dati riportati sono sbagliati, correggi direttamente la voce biografica; le modifiche saranno visibili in questa lista entro pochi giorni. Per chiarimenti vedi il progetto antroponimi. La lista contiene solo le 100 persone che sono citate nell'enciclopedia e per le quali è stato implementato correttamente il template Bio. Pagina aggiornata al 22 lug 2025. |

Questa è una lista di persone presenti nell'enciclopedia che hanno il nome César e sono calciatori.

## A(4)
- César Araújo, calciatore uruguaiano (Montevideo, n. 2001)
- César Arias, calciatore colombiano (Barrancabermeja, n. 1988)
- César Arzo, ex calciatore spagnolo (Vila-real, n. 1986)
- César Azpilicueta, calciatore spagnolo (Zizur Mayor, n. 1989)

## B(5)
- César Belli, ex calciatore brasiliano (Bebedouro, n. 1975)
- César Benítez, calciatore paraguaiano (Asunción, n. 1990)
- César Bertolo, calciatore argentino (Rosario, n. 1911)
- César Blackman, calciatore panamense (Panama, n. 1998)
- César Brito, ex calciatore portoghese (Covilhã, n. 1964)

## C(9)
- Cesinha, calciatore brasiliano (Teresina, n. 2000)
- César Carignano, ex calciatore argentino (Freyre, n. 1982)
- César Carranza, ex calciatore argentino (Buenos Aires, n. 1980)
- César Alberto Castro, ex calciatore venezuelano (San Cristóbal, n. 1983)
- César Charún, ex calciatore peruviano (Lima, n. 1970)
- César Humberto Chávez, ex calciatore peruviano (n. 1964)
- César Cortés, ex calciatore cileno (Iquique, n. 1984)
- César Cruchaga, ex calciatore spagnolo (Ezkaroze, n. 1974)
- César Cueto, ex calciatore peruviano (Lima, n. 1952)

## D(8)
- César Dall'Orso, ex calciatore peruviano (Callao, n. 1966)
- César de la Hoz, calciatore spagnolo (Marina de Cudeyo, n. 1992)
- César Delgado, ex calciatore argentino (Rosario, n. 1981)
- César Díaz, ex calciatore cileno (Santiago del Cile, n. 1975)
- César Bernardo Dutra, calciatore brasiliano (Rio de Janeiro, n. 1992)
- César Maluco, ex calciatore brasiliano (Niterói, n. 1945)
- César de Matos, calciatore portoghese (Viseu, n. 1902)
- César de la Peña, ex calciatore messicano (Monterrey, n. 1991)

## E(3)
- César Elizondo, ex calciatore costaricano (San José, n. 1988)
- César Espinoza, ex calciatore venezuelano (n. 1974)
- César Espinoza, calciatore cileno (Viña del Mar, n. 1900 - † 1956)

## F(4)
- César Caneda, ex calciatore spagnolo (Vitoria, n. 1978)
- César Falletti, calciatore uruguaiano (Artigas, n. 1992)
- Gabriel Florentín, calciatore argentino (Gregorio de Laferrère, n. 1999)
- César Fuentes, calciatore cileno (Rancagua, n. 1993)

## G(6)
- César Gelabert, calciatore spagnolo (Palencia, n. 2000)
- César Gómez, ex calciatore spagnolo (Madrid, n. 1967)
- César Héctor González, calciatore e allenatore di calcio argentino (San Carlos de Bolívar, n. 1926 - Nizza, † 2016)
- César Eduardo González, calciatore venezuelano (Maturín, n. 1982)
- César Efrain Gutiérrez, ex calciatore honduregno (La Ceiba, n. 1954)
- César Navas, ex calciatore spagnolo (Madrid, n. 1980)

## H(3)
- César Haydar, calciatore colombiano (Suan, n. 2001)
- César Hinestroza, calciatore colombiano (Zarzal, n. 1989)
- César Huerta, calciatore messicano (Guadalajara, n. 2000)

## I(3)
- César Ibáñez, ex calciatore messicano (Guadalajara, n. 1992)
- César Ibáñez, calciatore argentino (Villa Fiorito, n. 1999)
- César Inga, calciatore peruviano (Chimbote, n. 2002)

## J(1)
- César Jiménez Jiménez, ex calciatore spagnolo (Avila, n. 1977)

## L(3)
- César Larios, ex calciatore salvadoregno (Santa Ana, n. 1988)
- Franco Lobos, calciatore cileno (Santiago del Cile, n. 1999)
- César Loyola, ex calciatore peruviano (n. 1965)

## M(12)
- César Mansanelli, ex calciatore argentino (Córdoba, n. 1980)
- César Marcano, ex calciatore venezuelano (n. 1957)
- César Martins de Oliveira, calciatore brasiliano (São João da Barra, n. 1956 - Rio de Janeiro, † 2024)
- César Henrique Martins, calciatore brasiliano (Mairinque, n. 1992)
- César Meli, calciatore argentino (Salto, n. 1992)
- César Mena, ex calciatore colombiano (Bogotà, n. 1988)
- César Menacho, calciatore boliviano (n. 1999)
- César Luis Menotti, calciatore, allenatore di calcio e dirigente sportivo argentino (Rosario, n. 1938 - Buenos Aires, † 2024)
- César Meza Colli, calciatore paraguaiano (Asunción, n. 1991)
- César Miño, calciatore paraguaiano (San Lorenzo, n. 2007)
- César Montes, calciatore messicano (Hermosillo, n. 1997)
- César Munder, calciatore cubano (L'Avana, n. 2000)

## N(1)
- César Lolohéa, calciatore francese (Dumbéa, n. 1989)

## O(2)
- César Olmedo, calciatore paraguaiano (Itauguá, n. 2003)
- César Ortiz, ex calciatore spagnolo (Toledo, n. 1989)

## P(7)
- César Pellegrín, ex calciatore uruguaiano (Montevideo, n. 1979)
- César Pereyra, ex calciatore argentino (Vila Ocampo, n. 1981)
- César Pérez, calciatore cileno (Cerrillos, n. 2002)
- César Pinares, calciatore cileno (Santiago, n. 1991)
- Federico Pintos, calciatore uruguaiano (Montevideo, n. 1992)
- César Povolny, calciatore francese (Recklinghausen, n. 1914)
- César Prates, ex calciatore brasiliano (Aratiba, n. 1975)

## Q(1)
- César Alexander Quintero Jiménez, calciatore colombiano (Medellín, n. 1988)

## R(7)
- César Rodríguez Álvarez, calciatore e allenatore di calcio spagnolo (León, n. 1920 - León, † 1995)
- César Ramírez, ex calciatore paraguaiano (Asunción, n. 1977)
- Miguel Rebosio, ex calciatore peruviano (Lima, n. 1976)
- César Rigamonti, calciatore argentino (San Agustín, n. 1987)
- César Eduardo Rodríguez, ex calciatore peruviano (n. 1967)
- César Romero, ex calciatore statunitense (Chula Vista, n. 1989)
- César Rosales, ex calciatore peruviano (Lima, n. 1970)

## S(8)
- César Samudio, calciatore panamense (Panama, n. 1994)
- César Augusto Sant'Anna, ex calciatore brasiliano (n. 1973)
- Cesinha, calciatore brasiliano (São José do Rio Preto, n. 1989)
- César Fernando Silvera, ex calciatore uruguaiano (Montevideo, n. 1971)
- César Sousa, calciatore portoghese (Lisbona, n. 2000)
- César, calciatore brasiliano (Uberaba, n. 1995)
- César Socarraz, calciatore peruviano (Lima, n. 1910 - Lima, † 1984)
- César Soriano, ex calciatore spagnolo (Ontinyent, n. 1983)

## T(3)
- César Taborda, calciatore argentino (Villa Constitución, n. 1984)
- David Texeira, calciatore uruguaiano (Salto, n. 1991)
- César Tárrega, calciatore spagnolo (Valencia, n. 2002)

## V(7)
- César Martín, ex calciatore spagnolo (Oviedo, n. 1977)
- Joel Valencia, calciatore ecuadoriano (Quinindé, n. 1994)
- César Valenzuela, calciatore cileno (Santiago del Cile, n. 1992)
- César Valoyes, ex calciatore colombiano (Bahía Solano, n. 1984)
- César Valverde, ex calciatore colombiano (n. 1951)
- Nico Varela, calciatore uruguaiano (Montevideo, n. 1991)
- César Velásquez, ex calciatore paraguaiano (Asunción, n. 1972)

## Y(1)
- César Yanis, calciatore panamense (Panama, n. 1996)

## Z(2)
- César Zabala, calciatore paraguaiano (Luque, n. 1961 - Luque, † 2020)
- César Fabián Zabala, ex calciatore argentino (Sunchales, n. 1970)